# ديانا كرزون
ديانا سمير كرزون (30 أكتوبر 1983 -) مغنية أردنية  من أصل فلسطيني حازت على لقب سوبر ستار العرب بموسمه الأول عام 2003.

## حياتها الأسرية
ولدت في الكويت  نشأت وتربت في الأردن وسط عائلة فنية لأب موسيقيّ وعضو في نقابة الفنانين بالأردن، وأم سورية كردية إنفصلا لاحقا، هي الأخت الكبرى لثلاثة أشقاء زين، هيا، داوود،  ،
حصلت على دبلوم إدارة علوم طيران من جامعة عمان الأهلية
أشيع خبر خطوبتها من الإعلامي اللبناني الراحل مازن دياب عام 2008 لكنها وضحت بأنها مجرد صداقة  أعلنت خطوبتها في 24 فبراير 2020 من الإعلامي الأردني معاذ العمري. وفي الرابع عشر من سبتمبر 2020 أعلنت زواجها منه رسمياً في يونيو 2021 رزقت بابنتها الأولى «سلمى» في يونيو 2023 رزقت بابنها الثاني "راشد"

## مشوارها الفني
بدأت الغناء في سن السادسة حيث كانت تؤدّي الأغاني الوطنية في الحفلات المدرسية، شاركت في عدد من المهرجانات الوطنية بالأردن وخارجها، وكانت أول أغانيها “يا أيها الملك” للملك عبد الله الثاني بن الحسين.
شاركت في مهرجان الأغنية الأردنية لموسمين متتالين حيث قدمت أغنيتين احدهمها رسالة فنان

### برنامج سوبر ستار
شاركت في برناج سوبر ستار في سوريا خلال المرحلة الأولى لتنتقل بعدها للمراحل النهائية
في 18 آب 2003 فازت بالمركز الأول وحصدت لقب سوبر ستار العرب  ولم تقف في مرحلة الخطر، حازت على أعلى نسبة تصويت 52 بالمئة وتفوقها على منافستها السورية رويدا عطية التي حصلت على 48 بالمئة من التصويت
في 13 ديسمبر 2003 مثّلت العالم العربي في مسابقة وورلد آيدول World Idol التي جرت للمرة الأولى في نهاية عام 2003 بعدما قررت شركتا تي في 19 وفيمانتيل ميديا جمع بعض الفائزين في هذا البرنامج في مسابقة عالمية تحت اسم «وورلد آيدول» أو «سوبر ستار العالم» من أحد عشر بلداً وقد غنّت أغنية «أنساني ما بنساك»
| سبقه لا أحد | الفائزة بلقب سوبر ستار 2003 | تبعه أيمن الأعتر |

## الإنطلاقة والشهرة
أصدرت أول ألبوماتها بعنوان “ديانا سوبر ستار العرب 2003” مع شركة ميوزيك ماستر اشتهرت منه أغنيتين أنساني ما بنساك والشره بره وبعيد التي لحنها عبد الله العقود.
تميزت بحرصها على التنوع في لونها الأغاني ما بين الرومانسي والدرامي، كما تعاملت مع كبار الشعراء والملحنين منهم “محمد الرفاعي” و”أمير طعيمة” و”حميد الشاعري”،
في عام 2005 طرحت ألبومها الثاّني بعنوان “العمر ماشي”، قدمت العديد من الأغنيات بلهجات عربية مختلفة، منها المصرية والخليجية والأردنية واللبنانية والعراقية مما جعلها المطربة الأكثر نجاحاً في الأردن،
في عام 2010 وقعت عقدا مع المنتج الأردني محمد المجالي صاحب شركة الأمل للإنتاج الفني أصدرت ألبومها الثالث “ديانا 2010” لكنها انفصلت عنه بسبب خلافات وطلبه الزواج منها عرفيا وشرعيا إضافة لتهديدها.
قدمت ألبوما خليجيا عام 2012 بعنوان خليجي ديانا كرزون
اختيرت لتكون وجها إعلانيا لعدة منتجات منها زيت الشعر دابر أملا 
شاركها الممثل التركي ساروهان هونيل المعروف ب الأسمر في كليب الجرح عام 2009  والممثل اللبناني شادي ريشا في كليب كلمة أحب عام 2014
عام 2015 خلال انتخابات رئاسة الفيفا دشنت حملة لدعم الأمير علي بن الحسين على مواقع التواصل الاجتماعي 
في أغسطس 2017 قامت بافتتاح بغداد مول في العاصمة العراقية بمشاركة مجموعة فنانين عراقيين وعرب.

## أعمالها

### ألبومات[20]
| الألبوم                     | العام                      | المنتج |
| --------------------------- | -------------------------- | ------ |
| ديانا كرزون سوبر ستار العرب | ميوزك ماستر                | 2004   |
| العمر ماشي                  | ميوزك ماستر                | 2005   |
| ديانا كرزون 2010            | مزيكا والأمل للإنتاج الفني | 2010   |
| راسك بالعالي                | الأمل للإنتاج الفني        | 2010   |
| خليجي ديانا كرزون           | إنتاج خاص                  | 2012   |

### فيديو كليبات
| الأغنية                                              | المخرج         |
| ---------------------------------------------------- | -------------- |
| إنساني ما بنساك                                      | ناصر فقيه      |
| الشر برة وبعيد                                       | عادل الخضر     |
| عمري لو ليلة                                         | مازن ملص       |
| لما تبقى حبيي                                        | محمد جمعة      |
| العمر ماشي                                           | وسام شرف       |
| آه بمزاجي                                            | محمد جمعة      |
| وبدأت أعيش                                           | هاني سمير      |
| إنت الغرام                                           | عثمان أبو لبن  |
| كان حد أشتكالك                                       | عثمان أبو لبن  |
| وش الطاري                                            | عثمان أبو لبن  |
| ممكن أنساك                                           | شحادة الدرابسة |
| الجرح                                                | شحادة الدرابسة |
| كلام العين ديو بمشاركة الفنان الليبي أيمن الهوني     | عثمان أبو لبن  |
| راسك بالعالي                                         | شحادة الدرابسة |
| كذب علي                                              | جاكوب لامبز    |
| خلص ولو                                              | زياد خوري      |
| شهرين                                                | جاكوب لامبز    |
| أنا أحلى                                             | جاكوب لامبز    |
| غزالي                                                | جاكوب لامبز    |
| كلمة أحبك                                            | فرح علامة      |
| وي وي                                                | جاكوب لامبز    |
| مزيكا هادية                                          | جاكوب لامبز    |
| مرحبا يا شيخ وأهدتها للشيخ صباح الرابع الأحمد الصباح | جاكوب لامبز    |
| وديني على بغداد                                      | جاكوب لامبز    |
| مش مسموح                                             | فرح علامة      |
| وجهك الثاني                                          | عمر ارشيد      |
| الدنيا بتضحك                                         | صهيب الشايب    |

### تقديم البرامج
- 2009: قدمت برنامج تلفزيوني بعنوان “دويتو” عام على قناة نايل لايف المصرية

### في التمثيل
- 2010: خاضت تجربة التمثيل للمرة الأولى من خلال مسلسل «في منتهى العشق» إلى جانب مصطفى قمر [21]
- 2014: طربان مسلسل خليجي [22]

### غنائها لمقدمات المسلسلات
- 2009:شر النفوس 2
- 2018:روز باريس

### مشاركتها كعضو لجنة تحكيم
في مارس 2017 شاركت كعضو في لجنة تحكيم برنامج نجم الأردن بموسمه الثالث على قناة رؤيا إلى جانب كل الفنان هاني متواسي والمؤلف والموزع الموسيقي نديم سراج.
جاءت موافقتها على مشاركتها في لجنة التحكيم على الرغم من أنها كانت رفضت سابقاً الفكرة معللة رفضها بأنه لا يحق لأي شخص أن يحكم على فن الآخرين وأن يقيمهم، والجمهور دائما وحده القادر على هذا الأمر بالإضافة إلى وجود خبراء موسيقيين ربما هم أقدر من الفنانين على هذه المهمة.

## المهرجانات التي شاركت فيها
- مهرجان جرش  الأردن،2004،2005،2012،2013،2014، 2017،2019،2021
- مهرجان هلا فبراير ليالي فبراير 2011  الكويت [25]
- مهرجان تايكي  الأردن 2012
- مهرجان جميلة  الجزائر 2015
- مهرجانالفحيص  الأردن 2005
- مهرجان الأردن  الأردن 2009
- مهرجان الأغنية الأردنية الأول، الثاني  الأردن 2001 ،2002
- لاس فيغاس  الولايات المتحدة 2014
- مهرجان موازين  المغرب 2008،2019
- مهرجان قسنطينية الجزائر2016
- مهرجان البيرة الخامس  فلسطين 2016 [26]
- أوبريت نور الاتحاد  الإمارات العربية المتحدة 2016[27]
- حفل افتتاح بغداد مول  العراق 2017
- مهرجان الفجيرة  الإمارات العربية المتحدة 2020

## الجوائز التي حازت عليها
- 2003: لقب أفضل مطربة في الأردن عن أغنية “إنساني ما بنساك”  الأردن [28]
- 2006: جائزة الموسيقى كأفضل مطربة عربية  مصر
- 2013: أفضل مطربة أردنية في مهرجان جوائز تايكي  الأردن [29]
- 2018: تكريم من مجلة "Living well" في حفلها السنوي لتكريم الشخصيات المؤثرة [30]  الأردن

## وصلات خارجية
- ديانا كرزون على موقع IMDb (الإنجليزية)
- ديانا كرزون على موقع قاعدة بيانات الأفلام العربية
- ديانا كرزون على موقع ميوزك برينز (الإنجليزية)
- ديانا كرزون على موقع ديسكوغز (الإنجليزية)